# Jordi II de Geòrgia

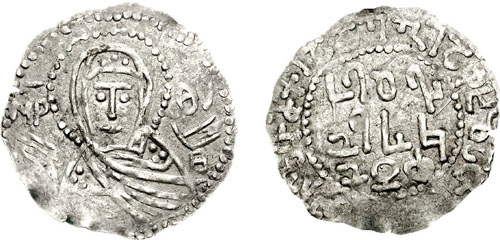
Jordi II de Geòrgia

Jordi II fou rei de Geòrgia del 1072 al 1089. Era fill del rei Bagrat IV.
El 1054 el seu pare el rei Bagrat va marxar a Constantinoble per demanar la fi de l'ajuda al aznauri rebel Liparit Liparitisdzé. L'emperador va fer de mediador i aconseguí un tractat de pau entre Bagrat i Liparit pel qual aquest últim reconeixia l'autoritat reial però era reconegut com a governador de tota la Geòrgia del sud. Aprofitant l'absència del rei, Liparit va fer coronar com a nou rei al nen Jordi II, fill de Bagrat, en nom del qual va governar (1055). Això va provocar l'aixecament d'altres aznauris, que encapçalats per Soula Kalmakhéli de Meskhétia, van fer presoner a Liparit i el van enviar a Bagrat. El rei, retornat al país, va obligar a Liparit a agafar els hàbits al Mont Atos (1056).
El 1072 va morir Bagrat i Jordi II va ser coronat rei. Aviat es van revoltar els aznauris i un d'ells va ocupar Kutaisi i es va emportar el tresor reial. El príncep de Svanètia, Niania Kvabulisdzé (conegut per Vardan), va saquejar Ègrissi (Geòrgia occidental). Ivané Liparitisdzé, fill de Liparit que havia estat perdonat pel rei Bagrat, es passà als seljúcides. Jordi per atraure'l al seu costat li donà terres i regals. Els turcs van entrar altra vegada a Geòrgia però Jordi els va derrotar a Partskhisi, però després d'un tractat de pau amb l'Imperi Romà d'Orient els seljúcides van quedar lliures per combatre a Geòrgia. El 1080 van iniciar la invasió. El soldà Malik Shah I insta-la al país tribus turques. Jordi va fer submissió i va viatjar a Esfahan personalment on es comprometé a pagar un tribut anyal, el qual però no va evitar la instal·lació de colons turcs, que es quedaven amb les millors terres. El solda es comprometé amb Jordi a ajudar-lo a conquerir la Kakhètia, i li envia un exèrcit amb el qual va envair Herècia assetjant la fortalesa de Vedjini, però no va poder-la ocupar i se'n va anar a caçar a l'Adjamèthia o Adjarèthia (Geòrgia Occidental) deixant l'exèrcit turc que saquegés la Kakhétia.
El 1088 un seguit de terratrèmols va destruir moltes ciutats. L'hivern següent va ser extraordinàriament fred i a la primavera van venir inundacions amb el desglaç. Totes aquestes circumstàncies superaven les capacitats de Jordi II que va ser enderrocat per un cop d'estat que el va obligar a abdicar en el seu fill David el 1089.